# Les Pesos de l'ouest (film)
Pour plus de détails, voir Fiche technique et Distribution.
Les Pesos de l'ouest (West of the Pesos) est un court métrage américain Merrie Melodies de 1960 réalisé par Robert McKimson, mettant en scène Speedy Gonzales et Grosso Mineto.